# Vidiná
Vidiná este o comună slovacă, aflată în districtul Lučenec din regiunea Banská Bystrica. Localitatea se află la altitudinea de 199 m deasupra n.m., se întinde pe o suprafață de 5,49 km2 și în 2017 număra 1.800 de locuitori.

## Istoric
Localitatea Vidiná este atestată documentar din 1335.

## Demografie
| An:                | 1994 | 2004   | 2014   | 2024   |
| ------------------ | ---- | ------ | ------ | ------ |
| Număr de persoane: | 1726 | 1851   | 1830   | 1704   |
| Diferență:         |      | +7,24% | −1,13% | −6,88% |

| An:                | 2023 | 2024   |
| ------------------ | ---- | ------ |
| Număr de persoane: | 1702 | 1704   |
| Diferență:         |      | +0,11% |